# Game Dev Story
Game Dev Story ist ein Simulationsspiel, das von dem japanischen Entwicklerstudio Kairosoft entwickelt und ursprünglich von SNK für Microsoft Windows im April 1997 veröffentlicht wurde. Später erschienen auch Umsetzungen für Android, iOS, Windows Phone sowie Nintendo Switch und PlayStation 4.

## Spielprinzip
Der Spieler versucht ein Unternehmen aufzubauen, das sich auf die Entwicklung von Computerspielen spezialisiert hat. Hierbei startet der Spieler mit einem kleinen Ein-Mann-Start-up-Unternehmen in den 1980er-Jahren, das am Ende des Spiels zu einem bekannten Computerspiele-Entwickler wird. Aufgabe des Spielers ist es sich um die Verwaltung der Finanzen, die Personalentwicklung, die Beschaffung von neuen Materialien und Geräten und Gestaltung des Arbeitsplatzes zu kümmern, um die Entwicklung zu beschleunigen und unterschiedliche Spiele entwickeln zu können. Die Spiele sollten eine hohe Pressbewertung erreichen, da diese ausschlaggebend für die Verkaufszahlen sind. In dem Spiel werden mehrere popkulturellen Referenzen zur Computerspielekultur gemacht.

## Entwicklung
Ursprünglich für Microsoft Windows entwickelt, wurde Game Dev Story erstmals im April 1997 in Japan veröffentlicht. Am 9. Oktober 2010 folgte eine Portierung für Android und iOS, und am 6. Juli 2015 für Microsoft Windows Phone. Die ersten Version für eine Spielkonsole erschienen am 11. Oktober 2017 mit einer Fassung für Nintendo Switch, eine PlayStation-4-Umsetzung folgte am 4. Dezember 2019 in Japan, später auch in den USA und Europa.

## Rezeption
Game Dev Story wurde von der Fachpresse überwiegend positiv aufgenommen. Auf der Bewertungswebsite Metacritic hält die iOS-Version des Spiels – basierend auf 17 Bewertungen – einen Metascore von 86 von 100 möglichen Punkten. IGN bewertete die iOS-Version mit 9 von 10 Punkten.